# Třída Lüneburg (typ 701)
Třída Lüneburg (typ 701) je třída zásobovacích tankerů německého námořnictva. Celkem bylo postaveno osm jednotek této třídy. Plavidla jsou určena k zásobování válečných lodí palivem, pitnou vodou, municí, náhradními díly a dalšími zásobami. Zahraničními uživateli třídy jsou Egypt, Kolumbie, Řecko a Uruguay.

## Stavba
V letech 1966-1968 bylo postaveno osm jednotek této třídy.
Jednotky třídy Lüneburg:
| Jméno              | Typ  | Spuštěna | Vstup do služby   | Status |
| ------------------ | ---- | -------- | ----------------- | --- |
| Lüneburg (A1411)   | 701A | 1965     | 31. ledna 1966    | 1997 prodána Kolumbii, zařazena 2. listopadu 1997 jako Cartagena de Indias (BL 161), aktivní                                        |
| Coburg (A1412)     | 701C | 1965     | 9. července 1968  | prodána Řecku, 25. září 1991 zařazena do služby jako Axios (A-464),, podporovala raketové čluny, 1999 přestavěna na tanker, aktivní |
| Freiburg (A1413)   | 701E | 1966     | 27. května 1968   | Vyřazena 17. prosince 2003. Od 6. dubna 2005 provozován Uruguayským námořnictvem jako General Artigas (ROU 04), aktivní.            |
| Glücksburg (A1414) | 701E | 1966     | 9. července 1968  | 2003 prodána Egyptu jako Shalatein (A230), aktivní                                                                                  |
| Saarburg (A1415)   | 701C | 1966     | 30. července 1968 | 1994 prodána Řecku, 19. října 1994 zařazena jako Aliakmon (A-470),, podporovala raketové čluny, 1999 přestavěna na tanker,, aktivní |
| Nienburg (A1416)   | 701A | 1966     | 1. srpna 1968     | 1998 prodána Kolumbii jako Buenaventura (BL 162), aktivní                                                                           |
| Offenburg (A1417)  |      |          |                   | |
| Meersburg (A1418)  |      |          |                   | aktivní |

## Konstrukce

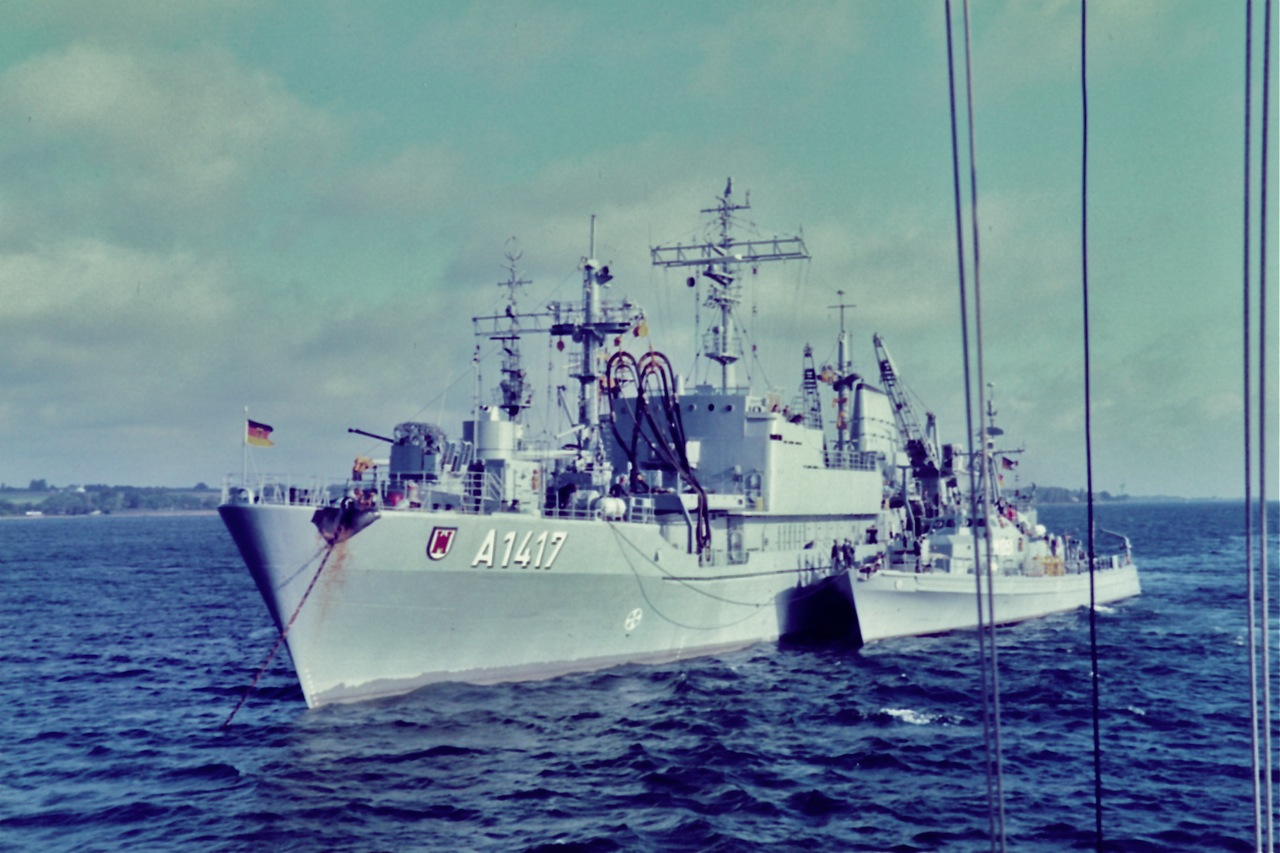
Offenburg (A1417) s raketovým člunem

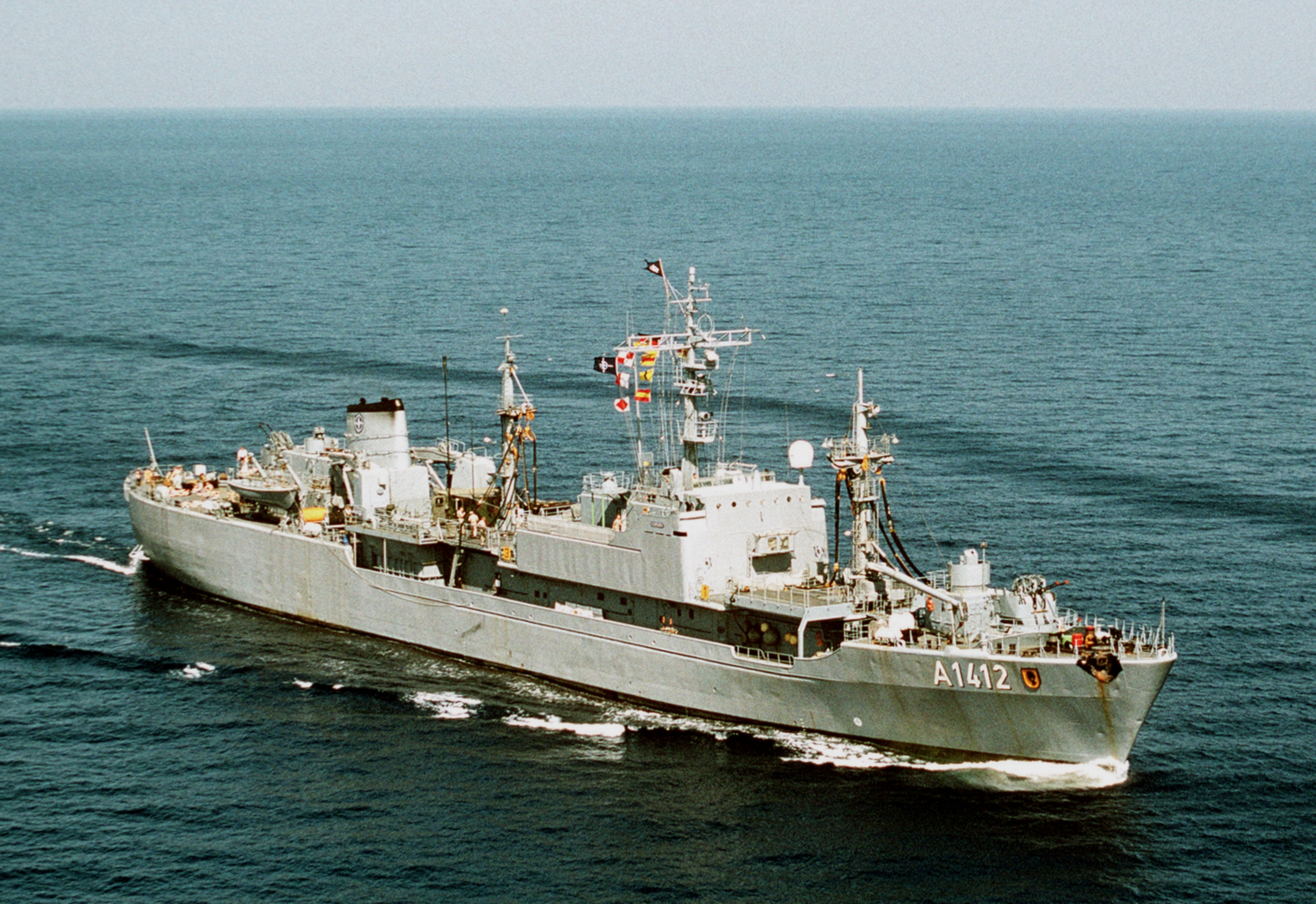
Coburg (A1412)

Plavidla jsou vybavena navigačním radarem. Mají kapacitu 1100 tun nákladu. Výzbroj tvoří dva až čtyři 40mm kanóny Bofors. Pohonný systém tvoří dva diesely Maybach MD 872, každý o výkonu 3000 hp, pohánějící dva lodní šrouby se stavitelnými lopatkami. Nejvyšší rychlost je 17 uzlů. Dosah činí 5900 km při rychlosti 14 uzlů.

### Modifikace
Coburg byla postavena v modifikované verzi specializované na podporu raketových člunů. Zásobovací lodě Freiburg a Meersburg byly v letech 1975-1976 prodlouženy o 10,3 metru. Vzniklý prostor byl využit ke skladování protilodních střel Exocet a vybavení k jejich údržbě. Lodě pak poskytovaly zázemí raketovým člunům a torpédoborcům. V roce 1984 byla loď Freiburg prodloužena ještě o 4 metry, aby mohla poskytovat podporu raketovým fregatám, včetně výměny a údržby protilodních střel Harpoon.